# Grallaria gigantea
Grallaria gigantea е вид птица от семейство Grallariidae. Видът е световно застрашен, със статут Уязвим.

## Разпространение
Видът е разпространен в Еквадор и Колумбия.